# Pădureni (gmina Tâmboești)
Pădureni – wieś w Rumunii, w okręgu Vrancea, w gminie Tâmboești. W 2011 roku liczyła 569
mieszkańców